# 拉古薩省
拉古薩省 （義大利語：Provincia di Ragusa）是意大利西西里大区的一個省。面積1,614平方公里，2005年人口295,246人。首府拉古薩，为意大利最南部的省府。下分12市鎮。
自西西里省份被取消后，该省在2015年被拉古萨自由市镇联合体所取代。